# Pakaraimaea dipterocarpacea
Pakaraimaea es un género monotípico de plantas con flores perteneciente a la familia Cistaceae. Su única especie, Pakaraimaea dipterocarpacea, es originaria de Venezuela y Guyana. Tradicionalmente se incluyó a esta especie dentro de la familia Dipterocarpaceae. Sin embargo, nuevos análisis filogenéticos, determinaron que estaba más emparentado con la familia Cistaceae, por lo que actualmente se incluye en esta familia.

## Taxonomía
Pakaraimaea dipterocarpacea fue descrita por Maguire & P.S.Ashton y publicado en Taxon 26: 354. 1977.